# Mamma woar is mien pils
Mamma woar is mien pils is een single van de Nederlandse popgroep Normaal uit 1982. Het stond in hetzelfde jaar als zesde track op het album Deurdonderen, waar het de eerste single van was.

## Achtergrond
Mamma woar is mien pils is geschreven door Bennie Jolink en Bennie Migchelbrink en geproduceerd door John Sonneveld. Het is een lied gezongen in het Achterhoeks waarin de zanger op safari is en daar zijn biertje kwijtraakt. Het lied kan worden gezien als een carnavalskraker. De B-kant van de single is Oh, oh Bennie wat dom, geschreven door dezelfde schrijvers als Mamma woar is mien pils.

## Hitnoteringen
Het lied behaalde in Nederland enkele successen in de grootste hitlijsten op dat moment. In de Nationale Hitparade piekte het op de derde plaats. Het stond tien weken in deze hitlijst. In de zeven weken dat het in de Top 40 te vinden was, was de piekpositie de zevende plaats.

### NPO Radio 2 Top 2000
Mamma woar is mien pils stond alleen in 2022 in de NPO Radio 2 Top 2000, op plek 1991.